# Ļ
Das Ļ (kleingeschrieben ļ) ist ein Buchstabe des lateinischen Schriftsystems. Obwohl er typografisch meist als ein L mit untergesetztem Komma realisiert ist, wird er in Unicode als „L mit Cedille“ bezeichnet.
In der lettischen Sprache ist das Ļ der neunzehnte Buchstabe im Alphabet. Das Komma unter dem L zeigt eine Palatalisierung an, demnach steht das Zeichen für einen stimmhaften lateralen palatalen Approximanten (IPA: ʎ). Außer dem Ļ hat das Lettische noch das Ģ, das Ķ sowie das Ņ. Die livische Sprache kennt ebenfalls ein Ļ, das genau wie im Lettischen verwendet wird.

## Darstellung auf dem Computer
Unicode enthält das Ļ an den Codepunkten U+013B (Großbuchstabe) und U+013C (Kleinbuchstabe).
Mit der deutschen Standard-Tastaturbelegung E1 und deren Vorgängerfassung T2 wird Ļ/ļ mit der Tastenfolge Alt Gr+j (für die Cedille) gefolgt von L/l eingegeben, oder auch mit der Tastenfolge Alt Gr+k (für das Unterkomma) gefolgt von L/l. Somit führen sowohl die für Benutzer mit Kenntnis der Zeichenfunktion als auch die für an der Zeichengestalt orientierte Benutzer naheliegende Tastenfolge gleichermaßen zu dem beabsichtigten Ergebnis.